# Пулад-хан
Пулад-хан або Булат-Султан (*д/н — 1410) — хан Золотої Орди в 1407—1410 роках.

## Життєпис
Походив з династії Чингізидів. За різніми відомостями був сином хана Тимур-Кутлука або його брата хана Шадібека. Після повалення останнього у 1407 році за допомоги беклярбека Едигея стає новим ханом. Разом з ним розпочав політику, спрямовану на відновлення потуги Золотої Орди.
Пулад-хан знову змусив північноруських князів прибувати до Сарай-Берке задля отримання ярлика на князювання. 1407 році в суперечці на велике князівство Тверське віддав перевагу Івану Михайловичу перед Юрієм Всеволодичем. У 1408 році надав права на Пронське князівство та велике князівство Рязанське Івану Володимировичу. Останній за допомогою ординських військ вигнав великого князя Федора Ольговича й сам посів князівський трон.
У 1408 році війська Едигея рушили на велике князівство Московське, яке не бажало знову підпорядковуватися хану. У 1409 році почалася облога Москви. Хоча Едигей не отримав достатньої допомоги від північноруських князів, зокрема Тверського. Проте зумів взяти в облогу великого князя Московського Василя I. В цей час проти Пулад-хана виступив Джелал ад-Дін, син Тохтамиша, який дістав підтримку з великого князівства Литовського. За цих умов Едигея, взявши викуп з Москви у 3000 золотих рублів, повернувся до Волги.
Намагаючись зміцнити міжнародне становище Золотої Орди, встановив дипломатичні відносини з Фараджем ан-Насіром, султаном Єгипту, та Шахрухом Мірзою, правителем Держави Тимуридів. Втім у 1410 році Пулада було повалено братом або стриєчним братом Тимур-ханом. Далі, десь у районі Дону, Пулад-хан продовжував боротьбу, поки не загинув у 1412 році.